# ویلیام بارلی

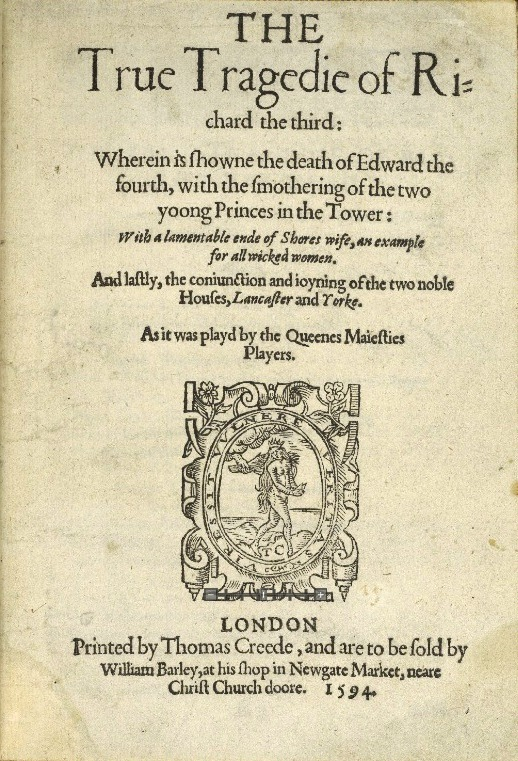

ویلیام بارلی (انگلیسی: William Barley; – ۱ ژانویهٔ ۱۶۱۴) کتابفروش و ناشر انگلیسی بود.
بارلی نقش بسزایی در موسیقی عصر الیزابت داست.  معاصران او به شدت از کیفیت دو اثر اول موسیقی که وی منتشر کرد، انتقاد کردند، اما او در زمینه خود نیز تاثیرگذار بود.